# Sineugraphe longipennis
Sineugraphe longipennis är en fjärilsart som beskrevs av Charles Boursin 1948. Sineugraphe longipennis ingår i släktet Sineugraphe och familjen nattflyn. Inga underarter finns listade i Catalogue of Life.